# Kocham i tęsknię
Kocham i tęsknię – debiutancki album studyjny polskiej piosenkarki Zalii. Wydawnictwo ukazało się 30 listopada 2022 nakładem wytwórni muzycznej Agora.
Album jest utrzymany w stylu muzyki pop. Składa się z wersji standardowej (1 CD).
Nagrania były promowane singlami: „Sierpień”, „Biegnę”, „Bezsensownie”, „Scena miłosna”, „Plany”, „Sentymenty”, „Zaraz wracam”, „Jakoś tak będzie”, „Grawitacja” i „Przestrzeń”.

## Lista utworów
Opracowano na podstawie materiału źródłowego.
| Kocham i tęsknię – Wersja standardowa | Kocham i tęsknię – Wersja standardowa | Kocham i tęsknię – Wersja standardowa              | Kocham i tęsknię – Wersja standardowa                                                | Kocham i tęsknię – Wersja standardowa |
| Nr                                    | Tytuł utworu                          | Słowa                                              | Muzyka                                                                               | Długość                               |
| ------------------------------------- | ------------------------------------- | -------------------------------------------------- | ------------------------------------------------------------------------------------ | ------------------------------------- |
| 1.                                    | „Bezsensownie”                        | Bartosz Przyłucki, Julia Zarzecka, Piotr Szmidt    | Julia Zarzecka, Leon Krześniak                                                       | 3:18                                  |
| 2.                                    | „Biegnę”                              | Julia Zarzecka                                     | Julia Zarzecka, Leon Krześniak                                                       | 3:23                                  |
| 3.                                    | „Sentymenty”                          | Julia Zarzecka                                     | Julia Zarzecka, Jakub Więcek                                                         | 3:47                                  |
| 4.                                    | „Plany”                               | Julia Zarzecka, Szymon Mikła                       | Julia Zarzecka, Szymon Mikła                                                         | 2:39                                  |
| 5.                                    | „Scena miłosna”                       | Julia Zarzecka, Paweł Leszoski                     | Julia Zarzecka, Szymon Mikła                                                         | 2:40                                  |
| 6.                                    | „Jakoś tak będzie”                    | Julia Zarzecka                                     | Julia Zarzecka, Leon Krześniak                                                       | 3:09                                  |
| 7.                                    | „Grawitacja”                          | Julia Zarzecka, Jan Bąk                            | Julia Zarzecka, Brian Massaka                                                        | 3:33                                  |
| 8.                                    | „Zaraz wracam”                        | Julia Zarzecka, Mikołaj Kubicki, Tymoteusz Rożynek | Julia Zarzecka, Nolyrics Beats, Leon Krześniak, Franciszek Skorupka, Mikołaj Kubicki | 3:11                                  |
| 9.                                    | „Przestrzeń”                          | Julia Zarzecka                                     | Julia Zarzecka, Leon Krześniak                                                       | 3:16                                  |
| 10.                                   | „Sierpień”                            | Julia Zarzecka                                     | Franciszek Skorupka, Goran Novakowić                                                 | 2:45                                  |
|                                       |                                       |                                                    |                                                                                      | 31:41                                 |